# Isavuconazol
El sulfato de isavuconazonio (BAL8557; nombre comercial Cresemba) es un profármaco para el isavuconazol, que es un agente antifúngico triazol. Isavuconazonium se usa para tratar la aspergilosis invasiva y la mucormicosis invasiva.

## Usos médicos
Isavuconazonio se usa para tratar la aspergilosis invasiva y la mucormicosis invasiva en adultos mayores de 18 años. Está disponible en una cápsula para administración por vía oral y en polvo para administración por infusión.

## Contraindicaciones
Isavuconazonio no debe administrarse a ninguna persona con antecedentes de reacción alérgica ni a cualquiera que tome ketoconazol o ritonavir en dosis altas. No debe administrarse a ninguna persona con antecedentes familiares de síndrome de QT corto. No se ha probado en niños. .
En estudios preclínicos, isavuconazonio causó defectos de nacimiento; No se ha probado en mujeres embarazadas. Las mujeres embarazadas no deben tomarlo y las mujeres que lo toman no deben quedar embarazadas. Se excreta en la leche materna, por lo que las personas no deben amamantar mientras lo toman..

## Efectos adversos
Los efectos adversos comunes (que ocurren entre 1 y 10% de las personas) incluyen niveles bajos de potasio, disminución del apetito, delirio, dolor de cabeza, somnolencia, inflamación de las venas, dificultad para respirar, insuficiencia respiratoria aguda, vómitos, diarrea, náuseas, dolor de estómago, resultados elevados en el hígado pruebas de función, erupción cutánea, picazón en la piel, insuficiencia renal, dolor en el pecho y fatiga. También hay varios efectos secundarios poco comunes.